# SQL:1999
SQL:1999 (SQL99, SQL-3) — стандарт языка программирования SQL.
В настоящее время стандарт SQL:1999 содержит следующие основные разделы:
- SQL/Framework — описывает логические основы стандарта.
- SQL/Foundation — определяет содержание каждого раздела стандарта и описывает функциональное ядро стандарта (Core SQL99).
- SQL/CLI — описывает интерфейс уровня вызова.
- SQL/PSM — определяет процедурные расширения языка SQL.
- SQL/Bindings — определяет механизм взаимодействия языка SQL с другими языками программирования.
- SQL/MM — описываются средства языка SQL, предназначенные для работы с мультимедийными данными.
- SQL/OLB — определяет связь SQL с объектными языками, описывая 0-часть стандарта SQLJ для встраивания операторов SQL в язык Java.

## Дополнительные источники
- Jim Melton. SQL:1999: Understanding Relational Language Components / Jim Melton, Alan R. Simon. — Morgan Kaufmann, 2002. — ISBN 978-1-55860-456-8.
- Jim Melton. Advanced SQL, 1999: Understanding Object–Relational and Other Advanced Features. — Morgan Kaufmann, 2003. — ISBN 978-1-55860-677-7.